# Коннетабль Кастилии

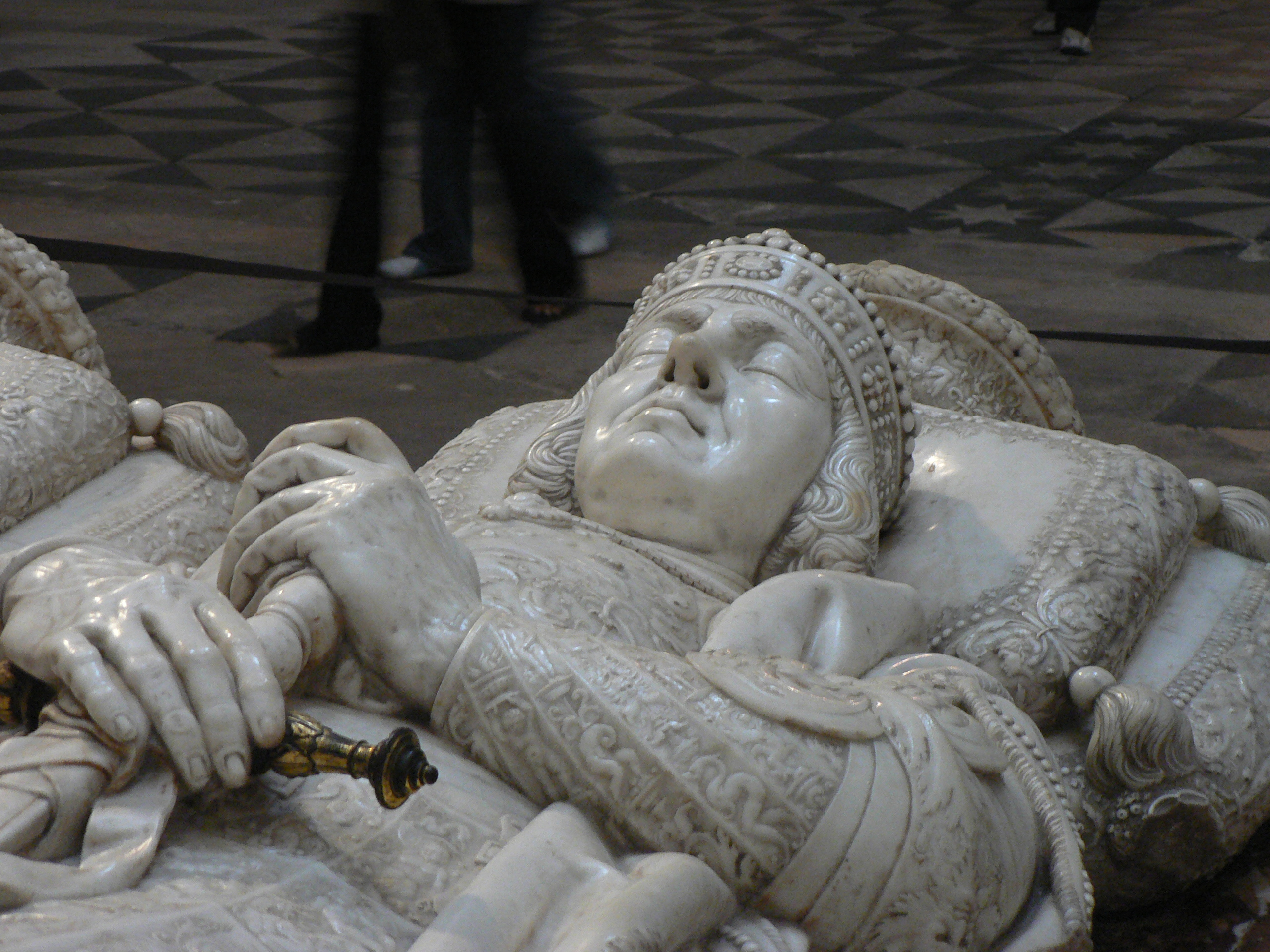
Гробница Педро Фернандеса де Веласко в Бургосском кафедральном соборе

Коннетабль Кастилии (исп. Condestable de Castilla) — титул, созданный королем Кастилии Хуаном I в 1382 году. Коннетабль был вторым человеком в королевстве после короля, его обязанность состояла в том, чтобы командовать вооруженными силами в отсутствие монарха. Он осуществлял верховное командованием армией, но имел права носить флаг, булаву и герб короля.
6 июля 1382 года король Кастилии Хуан I пожаловал Альфонсо де Арагону (1332—1412), 1-му маркизу де Вильене, должность первого коннетабля Кастилии на пожизненный срок, но без права передачи по наследству. Такой порядок передачи должности коннетабля просуществовала до 1473 года, когда король Энрике IV назначил 6-м коннетаблем Педро Фернандеса де Веласко (1425—1492), с правом передачи должности по наследству в доме Веласко. Последним (14-м) коннетаблем Кастилии был Хосе Фернандес де Веласко-и-Товар (1655—1713), занимавший эту должность в 1696—1713 годах.

## Назначаемые коннетабли Кастилии
|                                           | Титул | Период                                    |
| Креация создана королем Кастилии Хуаном I | Креация создана королем Кастилии Хуаном I | Креация создана королем Кастилии Хуаном I |
| ----------------------------------------- | --- | ----------------------------------------- |
| I                                         | Альфонсо де Арагон и Вейя (1332—1412), 1-й маркиз де Вильена, сын инфанта Педро (1305—1380), графа Ампурьяса и Рибагорсы, и Хуаны де Фуа (дочери Гастона I), внук короля Арагона Хайме II.                                             | 1382—1391                                 |
| II                                        | Педро Энрикес де Кастилия (исп. Pedro Enríquez de Castilla, ок. 1355-1400), граф де Трастамара, Лемос и Саррия, внебрачный сын Фадрике Альфонсо Кастильского и внук короля Кастилии XI Справедливого и его любовницы, Леонор де Гусман | 1393—1400                                 |
| III                                       | Руй Лопес Давалос (1357—1428), 2-й граф де Рибадео и аделантадо Мурсии, сын Диего Лопеса Давалоса и Каталины де Мендосы | 1400—1423                                 |
| IV                                        | Альваро де Луна (ок. 1390 — 1453), сын Альваро Мартинеса де Луны и Марии Фернандес де Хараны | 1423—1453                                 |
| V                                         | Мигель Лукас и Ирансо (исп. Miguel Lucas de Iranzo, ум. 1473). Назначен на должность королем Энрике IV 25 марта 1458 года | 1458—1473                                 |

## Наследственные коннетабли Кастилии
|                                            | Титул | Период                                     |
| Креация создана королем Кастилии Энрике IV | Креация создана королем Кастилии Энрике IV | Креация создана королем Кастилии Энрике IV |
| ------------------------------------------ | --- | ------------------------------------------ |
| I                                          | Педро Фернандес де Веласко-и-Манрике де Лара, 2-й граф де Аро (1425—1492), сын Педро Фернандеса де Веласко, 1-го графа де Аро (1399—1470) и Беатрис Манрике де Лара                                                                          | 1473—1492                                  |
| II                                         | Бернардино Фернандес де Веласко-и-Мендоса, 1-й герцог де Фриас, 3-й граф де Аро (1454—1512), старший сын предыдущего и Менсии де Мендосы-и-Фигероа                                                                                           | 1492—1512                                  |
| III                                        | Иньиго Фернандес де Веласко-и-Мендоса, 2-й герцог де Фриас, 4-й граф де Аро (1462—1528), младший брат предыдущего, второй сын Педро Фернандеса де Веласко, 2-го графа де Аро, и Менсии де Мендосы-и-Фигероа                                  | 1512—1528                                  |
| IV                                         | Педро Фернандес де Веласко-и-Товар, 3-й герцог де Фриас, 5-й граф де Аро (1485—1559), старший сын предыдущего и Марии дле Товар, сеньоры де Берланга                                                                                         | 1528—1559                                  |
| V                                          | Иньиго Фернандес де Веласко-и-Товар (исп.), 4-й герцог де Фриас, 2-й маркиз де Берланга, 6-й граф де Аро (1520—1585), внук предыдущего, старший сын Хуана Санчо де Товара, 1-го маркиза де Берлаги (1490—1540)                               | 1559—1585                                  |
| VI                                         | Хуан Фернандес де Веласко-и-Товар (исп.), 5-й герцог де Фриас, 4-й маркиз де Берланга, 7-й граф де Аро (1550—1613), сын предыдущего и Анны Перес де Гусман-и-Арагон                                                                          | 1585—1613                                  |
| VII                                        | Бернардино Фернандес де Веласко-и-Товар (исп.), 6-й герцог де Фриас, 6-й маркиз де Берланга (1610—1652), старший сын предыдущего от второго брака с Марией Анхелой да Арагон-и-Гусман                                                        | 1613—1652                                  |
| VIII                                       | Иньиго Мельчор Фернандес де Веласко-и-Гусман (исп.), 7-й герцог де Фриас, 7-й маркиз де Берланга, 9-й граф де Аро (1635—1696), старший сын предыдущего от первого брака с Изабеллой Марией де Гусман                                         | 1652—1696                                  |
| IX                                         | Хосе Мануэль Фернандес де Веласко-и-Товар (исп.), 8-й герцог де Фриас, 8-й маркиз де Берланга, 10-й граф де Аро (ок. 1665 — 1713), старший сын предыдущего от второго брака с Марией Терезой де Бенавидес Давила-и-Корелья (ок. 1640 — 1702) | 1696—1713                                  |